# Starost vesolja
Staróst vesólja je v fizikalni kozmologiji čas, ki je pretekel od prapoka. Astronomi so razvili dve različni metodi merjenja starosti vesolja. Pri prvi metodi merijo starost z opazovanji oddaljenega in mladega vesolja in dobijo okoli 13,8 milijard let (2015) in 13,787±0,020 milijard let za Lambda-CDM model (2018). Pri drugi metodi opazujejo glede na lokalno, sedanje vesolje in dobijo nekoliko mlajše vesolje. Nedoločenost prve metode je okoli 20 milijonov let, sodeč po vseh raziskavah, ki so dale podobne številke. Med njimi je tudi raziskava mikrovalovnega sevanja ozadja, ki so jo izvedli vesoljsko plovilo Planck, sonda Wilkinson Microwave Anisotropy in ostale vesoljske sonde. Meritve kozmičnega sevanja ozadja podajo čas ohlajanja vesolja od prapoka, meritve rdečega premika vesolja pa lahko podajo približno starost z nadaljevanjem v preteklost.

## Opazovanje mej
Ker mora biti vesolje staro najmanj toliko, kot je stara najstarejša stvar v njem, so izvedli veliko opazovanj, kjer so določili spodnjo mejo starosti vesolja. Med njimi so temperature najhladnejših belih pritlikavk, ki se postopoma hladijo skozi čas in najtemnejše točke obratov zvezd glavne veje v kopicah (zvezde z majhno maso porabijo več časa na glavni veji, zato postavijo najmanjšo starost zvezde, ki so se razvile stran od glavne veje).
- Starost Zemlje
- Antropično načelo
- Kozmični koledar (starost vesolja pomanjšana na eno leto)
- Kozmologija
- Dark Ages Radio Explorer
- Širjenje vesolja
- Hubblovo globoko polje
- Projekt Illustris
- Multivesolje
- Opazljivo vesolje
- Opazovanja rdečega premika v astronomiji
- Statično vesolje
- The First Three Minutes (Prve tri minute, knjiga iz 1977 avtorja Steven Weinberg)
- Časovnica daljne prihodnosti: pričakovana prihodnost Zemlje; Osončja; vesolja